# Semaprochilodus brama
Semaprochilodus brama är en fiskart som först beskrevs av Valenciennes, 1850.  Semaprochilodus brama ingår i släktet Semaprochilodus och familjen Prochilodontidae. Inga underarter finns listade i Catalogue of Life.